# Harry M. Rose
Harry Melvin Rose (* 30. Mai 1906 in Niles, Ohio; † 4. November 1986 in Meredith, New Hampshire) war ein US-amerikanischer Mediziner (Mikrobiologie, Immunologie), bekannt als einer der Entdecker des Rheumafaktors (RF).
Rose erkrankte als Kind an Kinderlähmung, die zu einer Querschnittlähmung führte. Als Student erkrankte er außerdem an Lungentuberkulose. Er studierte Medizin an der Cornell University Medical School mit dem Abschluss 1928 und dem M.D. 1932. 1952 wurde er Professor für Mikrobiologie und Immunologie an der Columbia University. 1977 ging er in den Ruhestand und praktizierte noch bis 1984 als Arzt für Innere Medizin.
Rose entdeckte den Rheumafaktor unabhängig von Erik Waaler (1940) durch eine zufällige Entdeckung einer Laborassistentin, die an rheumatischer Arthritis litt und ihr eigenes Blut in Untersuchungen zum Q-Fieber in einen Test mit Schafsblutzellen einbrachte. Sie beobachtete Agglutination, was Ragan auf ihre Arthritis Vorgeschichte zurückführte. Rose unternahm daraufhin mit Charles Ragan 1948 systematische Testreihen, die seinen Verdacht erhärteten. Ein danach entwickelter Test wurde auch nach Waaler und Rose benannt.
Daneben forschte er in Virologie, dem Mechanismus von Antibiotika-Wirkung und trug zur Entwicklung von Grippeimpfstoffen bei. Er war Herausgeber des Journal of Immunology.
1959 war er mit Ragan einer der ersten Preisträger des Canada Gairdner International Award. Außerdem erhielt er die Gorgas Medal und den Squibb Award der Infectious Disease Society. Er war Fellow des American College of Physicians.